# Yttermalungs kapell
Yttermalungs kapell är ett kapell i Yttermalung. Det tillhör Malungs församling i Västerås stift.

## Kapellet
På platsen fanns tidigare ett träkapell uppfört på 1700-talet. Nuvarande kapell är uppfört 1889–1890 efter ritningar av arkitekt Gustaf Sjöberg. Kapellet har en stomme av trä och består av långhus med smalare polygonalt kor i öster. Små korsarmar sträcker sig ut från långhusets norra och södra sida. Ytterväggarna är klädda med vitmålad stående träpanel. Långhus och kor har varsina sadeltak täckta med plåt. Korets tak är valmat i öster. Tornet har plåtklädd huv och tornspira. Kyrkan byggdes 1965–1966 om till långhuskyrka, med utbyggt polygonalt kor i öster, sakristia i norr och västtorn efter ritningar av arkitekt Tore Virke, Stockholm.

## Inventarier
- Altartavlan är målad av Jufwas Anders Ersson från Leksand.
- Ett dopaltare är från gamla kapellet.
- På sakristians vägg finns en liten kyrkklocka från gamla kapellet.